# Zamenhofia coralloidea
Zamenhofia coralloidea är en lavart som först beskrevs av P. James, och fick sitt nu gällande namn av Clauzade & Cl. Roux. Zamenhofia coralloidea ingår i släktet Zamenhofia och familjen Pertusariaceae.   Inga underarter finns listade i Catalogue of Life.